# 215884 Jayantmurthy
215884 Jayantmurthy è un asteroide della fascia principale. Scoperto nel 2005, presenta un'orbita caratterizzata da un semiasse maggiore pari a 2,226827 UA e da un'eccentricità di 0,205570, inclinata di 1,866856° rispetto all'eclittica.